# Добринін Григорій Петрович
Григорій Петрович Добри́нін (31 липня 1930, Софіївка — 21 квітня 2000, Запоріжжя) — український художник; член Спілки радянських художників України з 1963 року.

## Біографія
Народися 31 липня 1930 року у селищі Софіївці (нині місто Вільнянськ Запорізької області, Україна). Здобув середню освіту. Протягом 1953—1962 років працював у Запорізькому товаристві художників; з 1962 року — у Запорізьких художньо-виробничих майстернях.
Мешкав у Запоріжжі в будинку на вулиці Щасливій, № 7, квартира № 18 та у будинку на вулиці Звенигородській, № 12, квартира № 35. Помер у Запоріжжі 21 квітня 2000 року.

## Творчість
Працював у галузях станкової графіки (естамп, ліногравюра, гравюра на картоні) і станкового живопису. Серед робіт:
живопис
- «Ай-Петрі» (1960);
- «Річка Альма» (1960);
- «Околиця Запоріжжя» (1960);
- «Осіння тиша» (1973);
- «Молоді сосни» (1973);
- «На вірність Батьківщині» (1975);
- «Рілля» (1976);
- «Хризантеми» (1976);

графіка
- «На сталевих магістралях» (1961);
- серія «Запоріжжя індустріальне» (1961—1962);
- «Зимовий ранок» (1962);
- «Весняний день» (1963);
- серія «Трудівники села» (1963);
- триптих «На оновленій землі» (1963—1964);
- «Четверта весна» (1964);
- «Тополі» (1964);
- серія «В ім'я миру» (1964—1967);
- «Народні месники» (1965);
- «Думка» (1965);
- «Карпати» (1965);
- «Юність батьків» (1965);
- «Березень» (1966);
- «За землю і волю» (1967);
- «Київське подвір'я» (1967, монотипія);
- «Подружжя» (1968);
- «Вулиця Щаслива» (1972);
- «У новий дім» (1973);
- «Страж Балтики» (1975);
- «Ранок» (1976).

Брав участь у республіканських виставках з 1961 року, всесоюзних — з 1962 року. Персональна виставка відбулася у Запоріжжі у 1977 році.
Деякі твори зберігаються у Запорізькому художньому музеї.